# Chi Andromedae
Chi Andromedae (Chi And, χ Andromedae, χ And), som är stjärnans Bayerbeteckning, är en dubbelstjärna belägen i östra delen av stjärnbilden Andromeda. Den har en skenbar magnitud på ungefär +5,2, vilket är relativt svagt för att kunna ses med blotta ögat. Baserat på parallaxmätningar gjorda under Hipparcosuppdraget befinner den sig på ett avstånd av ca 250 ljusår (77 parsek) från solen.

## Egenskaper
Chi Andromedae är sannolikt en spektroskopisk dubbelstjärna med en uppskattad omloppsperiod på 21,5 år och en excentricitet på 0,37. Den primära komponenten har spektralklass G8 III, vilket tyder på att det är en jättestjärna som har förbrukat vätet i dess kärna och utvecklats bort från huvudserien. Ytterskiktet har expanderat till ungefär nio gånger solens radie och har en utstrålning som är 47 gånger solens strålning vid en effektiv temperatur av 5 070 K. Denna värme ger stjärnan den gula färg som karakteriserar en stjärna av spektraltyp G. Det verkar vara mycket långsamt roterande utan mätbar projicerad rotationshastighet.